# Melchor de Mencos
Melchor de Mencos est une ville du Guatemala dans le département du Petén.
Elle est nommée d'après le sergent-major Melchor de Mencos, qui a battu les Anglais dans la lagune de Coba.

## Personnalités liées à la communauté
- Sandra Torres (1955-), femme politique.